# Ahmad Al-Wallali
Ahmad Al-Wallali (en arabe : أحمد الولآلي), surnommé Ibn Yaqoub al-Miknasi, né au milieu du XVIIe siècle dans la région de Meknès et mort en 1716 dans la ville de Meknès, est un érudit marocain connu pour sa maîtrise des sciences islamiques rationnelles (Kalâm, logique, rhétorique), ainsi que pour ses travaux en jurisprudence islamique et astronomie. 
Il forma plusieurs générations de savants en tant que maître à la Zaouïa de Dila'iya, au palais de du sultan Ismaïl ben Chérif à Meknès, puis à l'université Zitouna à Tunis. Il appartient à une famille de lettrés issue des Aït Wallal, tribu issue des Aït Atta aujourd'hui apparentée aux Bani Mtir. Bien que issue des Aït Wallal certains auteurs lui attribuent une origine chérifienne idrisside Il deviendra le plus grand sheikh du kalam d'Afrique après la mort de sont maitre al Yusi.

## Biographie
Ahmad Al-Wallali est issu d’une famille de lettrés attachée à la zaouïa Dila'iya. Il rejoint cet établissement avant 1658, profitant des liens privilégiés que sa lignée entretenait avec Abū Bakr al-Dilāʾī et son fils Mohammad,. Durant quinze ans, il suit un cursus complet en sciences islamiques : études coraniques, Hadîth, jurisprudence, ainsi que sciences rationnelles. Sous la tutelle d’al-Yūsī, il approfondit la logique, le Kalâm et la philosophie. Parallèlement, il reçoit un enseignement soufi auprès d’ʿAbdallāh al-Sūsī, qui marque durablement sa formation spirituelle.
Tout en demeurant basiquement à Meknès, Ahmad Al-Wallali se rend régulièrement à Fès pour confronter ses réflexions avec Abd al-Qadir al-Fasi (en) et son fils Mohammad, non comme simple disciple, mais en interlocuteur érudit, échangeant isānīd (chaine de transmission) et licences islamiques («ijāza») pour la transmission de textes. Il fréquente également d’autres centres du Maghreb et reçoit des enseignements en sciences naturelles (astronomie, métrique arabe, mathématiques), même si les noms de ses maîtres ne sont pas explicités.
Après son retour de Fès, il ne tarde pas à être nommé maître à la Dār al-Ṣulṭāniyya de Meknès, au service du sultan Ismaïl ben Chérif. En 1706, porté par sa renommée, il est invité à enseigner à al-Zaytouna de Tunis, où il dispense cours de logique et kalâm jusqu’à son retour définitif à Meknès, où il meurt en 1716,.

## Contexte intellectuel
La première moitié du XVIIe siècle voit au Maroc un relatif déclin des études rationnelles. Al-Yūsī initie un renouveau en réintroduisant des traités de logique et de théologie rationalistes, souvent méconnus à Fès. Al-Wallālī s’inscrit dans cette dynamique: il étudie et commente les manuels d’al-Taftāzānī, d’al-Akhḍarī et d’al-Sanūsī, avant de produire ses propres commentaires étendus. Malgré de vives controverses sur la place de la logique dans les curricula islamiques, il défend avec vigueur l’étude des sciences rationnelles, s’alignant contre les interdits de certains savants conservateurs.
Al-Wallālī se distingue par une approche pédagogique structurée : il rédige poèmes didactiques (qasīda lamiyya), manuels et commentaires couvrant la logique, la rhétorique et le kalām. Une indépendance critique: loin de se contenter de répéter ses maîtres, il confronte les doctrines d’al-Taftazani et d’al Yussi, proposant des analyses originales, notamment sur les syllogismes hypothétiques. Une synthèse des disciplines: il relie kalām, logique, rhétorique et principes juridiques, estimant que ces savoirs forment un continuum indispensable à la formation d’un savant. Ses élèves et les étudiants de la Zaytuna diffusent ses travaux jusqu’en Égypte, où la tradition dillaʾiyya gagne en prestige.

## Œuvres principales
Ahmad Al-Wallali laisse plus de quarante traités, dont :

### Kalām et théologie
Ashraf al-magāṣid fī sharḥ al-Maqāṣid (Falsafat al-Tawḥīd), six chapitres, achevé le 30 mai 1708. Lumʿat al-bayān, poème et commentaire, Kizānat al-Zawiya al-Naṣiriyya. Ṣafāʾ al-iʿtiqād, traité et conclusion soufie, Khizanat al-Zawiya al-Naṣiriyya.

### Logique
Lawāmiʿ al-naẓar, commentaire du Mukhtaṣar d’al-Sanūsī. al-Qawl al-musallam, commentaire du Sullam d’al-Akhḍarī, édité 2016. Tafsīl al-mujmal (manuscrit al-Khizana al-Hasaniyya 2306). al-Lāmiyya fī al-manṭiq, et son Sharḥ (Hamziyya al-Ayyashiyya).

### Rhétorique et littératures
Mawāhib al-fattāḥ, commentaire sur Talkhīṣ al-Miftāḥ (1696), Dar al-Kutub al-ʻIlmiyya. Divers Sharḥ sur Talkhīṣ, Jawhar al-maknūn et réponses aux objections d’al-ʿĀmirī.

### Autres disciplines
Talkhīṣ al-maqāl en grammaire. Ḥāshiya ‘alā Sharḥ Maḥallī en usūl fiqh (MS 5617). Sharḥ Nuzhat al-Anẓār en astronomie (MS 6006). Naṣīḥat al-ṣafā en politique. Mabāḥith al-anwār, autobiographie et biographie de ses maîtres, Rabat, 1999.

## Héritage
Les commentaires d’al-Wallālī deviennent textes de référence dans les madrasas maghrébines du XVIIIe siècle. Ses élèves, tels qu’al-ʿĀmirī et al-Bannānī, perpétuent la tradition rationnelle jusqu’en Égypte, et influence l’enseignement de la Zaytūna. Au XXe siècle, plusieurs de ses manuscrits font l’objet d’éditions modernes, témoignant de l’intérêt renouvelé pour l’âge d’or savant du Maroc.